# Concepto de Mulligan
El concepto de Mulligan es una forma de terapia manual diseñada para restaurar o mejorar el movimiento fisiológico normal, que puede aplicarse de forma segura y eficaz en enfermedades de los sistemas musculoesquelético y nervioso.

## Definición
Con diferencia de las técnicas de movilización tradicionales, que se aplican en condiciones estáticas, la movilización con movimiento hace hincapié en la movilización de la articulación durante el movimiento fisiológico. El concepto Mulligan también puede definirse como una combinación de conceptos de movilización pasiva, que se conoce como Kaltenborn, Maitland, Cyriax, Butler y con técnicas de movilización activa conocidas como Pilates, facilitación neuromuscular propioceptiva (FNP) y control cinético.
Las técnicas de Mulligan incluyen deslizamientos apofisarios naturales sostenidos (SNAG'S), deslizamientos apofisarios naturales (NAG'S) y movilizaciones con movimiento (MWM), y se utilizan en el dolor de la columna vertebral o de las extremidades superiores e inferiores. Los factores más influyentes para realizar las técnicas de Mulligan son la forma de las superficies articulares, la alineación del tejido cartilaginoso, las fibrillas ligamentosas y capsulares, la dirección de los músculos y tendones. Las técnicas de Mulligan no causan dolor al paciente, no tienen efectos secundarios y no son físicamente intensas para los terapeutas debido al uso de cinturones y movimientos voluntarios por parte de los pacientes.

## Movilización con movimiento
La movilización con movimiento pertenece a la clase de técnicas de terapia manual ampliamente utilizadas en el tratamiento del dolor musculoesquelético. La movilización articular pasiva se aplica mientras el paciente realiza simultáneamente el movimiento de provocación, sin embargo, la movilización con movimiento también puede autoaplicarse, implicando así al paciente en la recuperación. La principal indicación para realizar la técnica de movilización con movimiento es la alteración del movimiento por dolor y/o rigidez, y el objetivo principal es corregir la alteración biomecánica de la articulación pretendida. Así, las movilizaciones con movimiento se perfilan para aumentar la movilidad funcional y disminuir el dolor. La estimulación mecánica facilitada por la movilización con movimiento puede activar el sistema descendente inhibitorio del dolor del sistema nervioso central (SNC) causando hipoalgesia.

## Efectos de la movilización con movimiento
- CERVICAL

La movilización con el movimiento de Mulligan presenta resultados positivos en el dolor de cuello, en el dolor cervical subagudo y crónico inespecífico, en el dolor cervical mecánico, y la radiculopatía cervical.
- HOMBRO

En pacientes con dolor de hombro, la técnica de movilización con movimiento, ha demostrado mejorar la amplitud de movimiento, el dolor y la discapacidad.
- CODO

La movilización con movimiento, aplicada en individuos con epicondilalgia, se asocia con una mejora del estado funcional, una disminución del nivel de dolor y un aumento de la fuerza de prensión sin dolor.
- LUMBAR

En individuos con dolor lumbar, la movilización con movimiento de Mulligan ha demostrado efectos positivos sobre el dolor, el rango de movimiento, y la actividad muscular. La reducción del dolor en reposo y durante la flexión activa del tronco, aumenta el rango de movimiento del tronco, mejora la discapacidad funcional y la kinesiofobia.
- RODILLA

Las técnicas Mulligan han demostrado efectos positivos a corto plazo sobre el dolor de la rodilla y la movilidad funcional en participantes con osteoartritis de rodilla.Además, la técnica de movilización con movimiento ha demostrado ser eficaz para aliviar el dolor en reposo y aumentar la flexibilidad del músculo isquiotibial a corto plazo en pacientes con dolor patelofemoral.
- TOBILLO

La movilización con movimiento es una herramienta terapéutica útil que proporciona buenos resultados a corto y largo plazo en el rango de movimiento de dorsiflexión, el control postural dinámico y la inestabilidad autoinformada en pacientes con inestabilidad crónica del tobillo.
- SISTEMA NERVIOSO AUTÓNOMO

La movilización con movimiento para la epicondilalgia lateral crónica es capaz de producir efectos hipoalgésicos durante y después de su aplicación, así como de alterar la función del sistema nervioso simpático (SNS). También, la técnica de movilización vertebral con movimiento del miembro inferior produce una respuesta simpatoexcitatoria significativa, a través de un aumento de la conductancia cutánea.